# Carta della Libertà

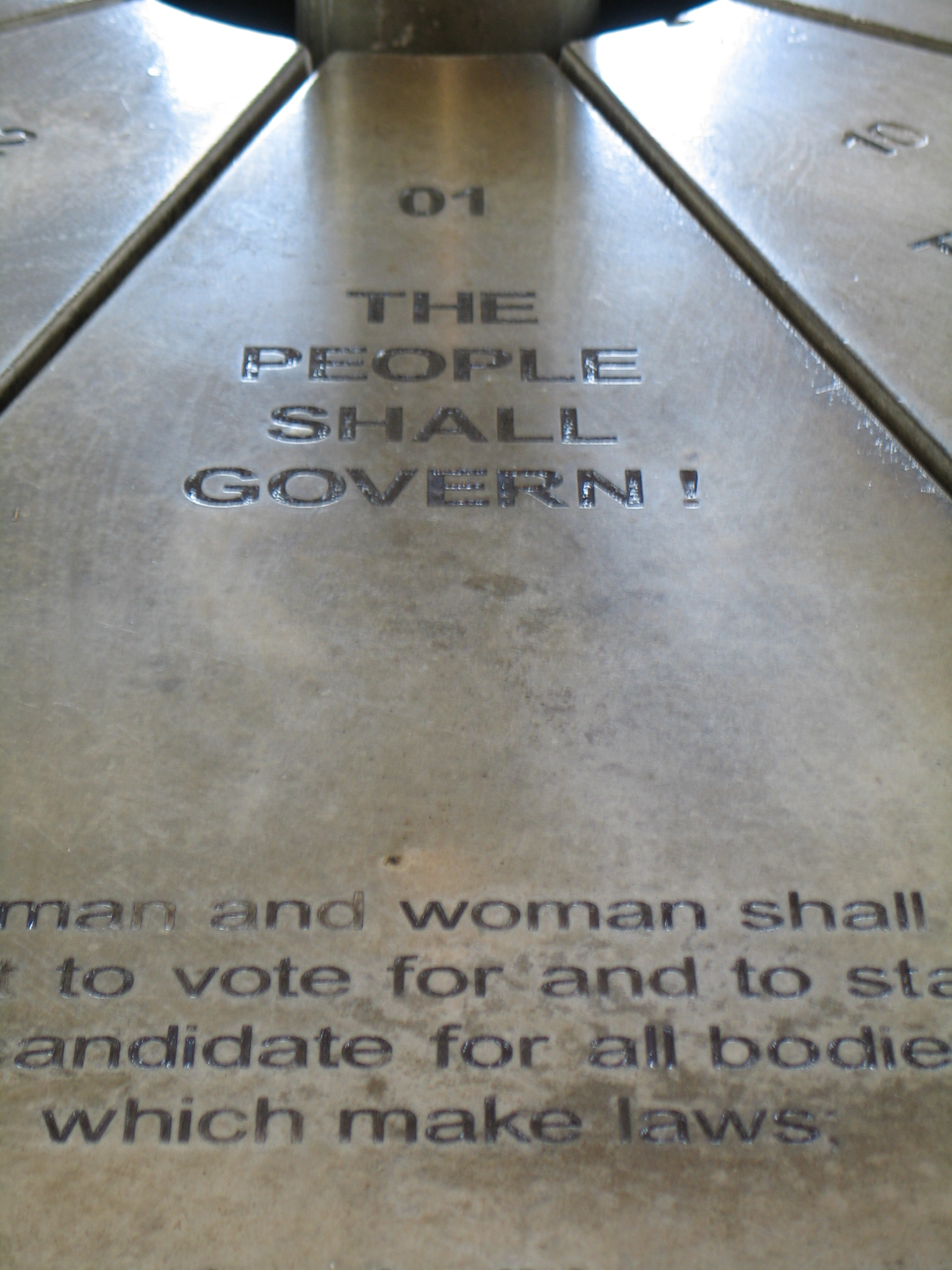
Il memoriale della Carta della Libertà a Kliptown, a Soweto.

La Carta della liberta è stata la dichiarazione dei principi fondamentali del South African Congress Alliance (formato dall'African National Congress e dai suoi alleati, il South African Indian Congress, il South African Congress of Democrats e il Coloured People's Congress) approvata dal Congresso del Popolo di Kliptown il 26 giugno 1955.

## Descrizione
Il documento si caratterizza per la sua richiesta "Il Popolo deve governare!" ed è suddiviso in dieci parti, in cui vengono affrontate praticamente tutte le esigenze di eguaglianza non solo giuridica ma anche sostanziale della popolazione nera.
Quando l'ANC assunse il potere dopo le elezioni sudafricane del 1994, la nuova Costituzione del Sudafrica incluse molte delle richieste della Carta della Libertà.

## Testo
che il Sudafrica appartiene a tutti coloro che ci vivono, bianchi e neri, e che nessun governo può a giusto titolo vantare alcuna autorità se questa non si basa sulla volontà di tutto il popolo;
che il nostro popolo è stato defraudato del diritto, acquisito per nascita, alla terra, alla libertà ed alla pace da una forma di governo basata sull’ingiustizia e l’ineguaglianza;
che il nostro Paese non sarà mai prospero né libero finché tutta la nostra gente non vivrà nel segno della fratellanza, non godrà degli stessi diritti e di pari opportunità;
che soltanto uno Stato democratico, fondato sulla volontà dell’intera popolazione, può garantire a tutti il rispetto dei diritti di nascita senza alcuna distinzione di colore, razza, sesso o credo;
Quindi, noi, il popolo del Sudafrica, bianchi e neri insieme eguali, compatrioti e fratelli, approviamo la presente Carta delle Libertà;
E ci impegniamo a lottare insieme, senza lesinare né forza né coraggio, finché non avremo ottenuto i cambiamenti democratici sanciti dal presente documento.

### Il popolo governerà!
Ogni uomo e donna avrà il diritto di voto e di candidarsi per entrare a far parte di tutti gli organi preposti a legiferare;
Tutti avranno il diritto di entrare a far parte dell’Amministrazione del Paese;
Tutti godranno degli stessi diritti, indipendentemente dalla razza, dal colore e dal sesso di ciascuno;
Tutti gli organi governati da una minoranza, gli organi consultivi, i consigli e gli enti dovranno essere sostituiti da organi democratici di autogoverno.

### Tutte le categorie nazionali godranno degli stessi diritti!
Godranno di uno status paritetico negli organi statali, dinanzi ai tribunali e nelle scuole i cittadini appartenenti a tutti i gruppi e di tutte le razze;
Tutti avranno pari diritto di utilizzare la propria lingua e sviluppare tradizioni e cultura popolari propri;
Tutte le categorie di cittadini saranno tutelate per legge da qualsiasi oltraggio alla razza ed all’orgoglio nazionale;
L’istigazione e la pratica di nazionalismo, di discriminazioni e del disprezzo basati sulla razza e sul colore della pelle costituiranno un reato sanzionabile;
Tutte le leggi e le prassi segregazioniste verranno abbandonate.

### Il Popolo condividerà la ricchezza del Paese!
La ricchezza nazionale del nostro paese, il patrimonio dei sudafricani, verranno restituiti al popolo;
La proprietà delle ricchezze minerali del sottosuolo, delle banche e dei monopoli industriali verrà trasferita al popolo tutto;
Tutte le altre attività industriali e commerciali saranno controllate in modo che contribuiscano al benessere della popolazione;
Tutto il popolo godrà di pari diritti a svolgere attività commerciali ove preferisca, a produrre e condurre qualsiasi attività economica, artigiana e svolgere qualsiasi professione.

### La terra sarà condivisa da coloro i quali la lavorano!
Verranno eliminati qualsiasi limitazione o vincolo di matrice razziale legati alla proprietà della terra e questa verrà ridistribuita a tutti quelli che la lavorano, al fine di eliminare carestia e fame;
Lo Stato fornirà assistenza ai contadini con l’attrezzatura, le sementi, i trattori ed i bacini artificiali ai fini del recupero dei terreni e dell’assistenza ai coltivatori;
A tutti coloro i quali lavorano la terra verrà garantita libertà di circolazione;
Tutti avranno diritto ad occupare la terra ovunque lo scelgano;
Il popolo non dovrà essere derubato del proprio bestiame e verranno aboliti il lavoro coatto e le prigioni adibite a fabbriche.

### Tutti saranno uguali dinanzi alla legge!
Nessuno potrà essere detenuto, deportato o costretto senza un giusto processo; nessuno potrà essere condannato per ordine di un ufficiale governativo;
I tribunali saranno rappresentativi di tutti il popolo;
La detenzione sarà prevista per i soli reati gravi contro la persona e dovrà essere volta alla rieducazione, non mirare alla vendetta;
Gli organi di polizia e l’esercito saranno accessibili a tutti su uguali basi e saranno coloro che aiuteranno e proteggeranno il popolo;
Tutte le leggi discriminanti in base alla razza, al colore della pelle o al credo verranno abrogate.

### Tutti godranno degli stessi diritti dell’uomo!
La legge garantirà a tutti il diritto alla libertà di espressione, di organizzazione, di adunanza, di pubblicazione, di esprimersi, di culto e di educare i propri figli;
La privacy della casa verrà protetta per legge dai raid della polizia;
Tutti saranno liberi di spostarsi senza limitazioni dalla campagna ai centri urbani, di provincia in provincia, e dal Sudafrica all’estero;
Le leggi sui lasciapassare, sui permessi e tutte le altre leggi che restringono queste libertà saranno abolite.

### Vi saranno lavoro e sicurezza!
Tutti i lavoratori saranno liberi di creare sindacati, eleggere i propri rappresentanti e firmare accordi salariali con i propri datori di lavoro;
Lo Stato dovrà riconoscere a tutti il diritto e il dovere al lavoro e prevedere sussidi di disoccupazione;
Uomini e donne di tutte le razze riceveranno pari remunerazione per uguale lavoro;
Vi saranno una settimana lavorativa di 24 ore, un salario minimo nazionale, ferie e giorni di malattia retribuiti ogni anno per tutti i lavoratori, nonché congedi per maternità con piena retribuzione per tutte le mamme lavoratrici;
I minatori, i collaboratori domestici, i contadini e gli impiegati statali avranno eguali diritti, così come tutti gli altri lavoratori;
Il lavoro minorile, compound labour, il “tot system” ed i contratti di manodopera temporanea verranno aboliti.

### Le porte dell’apprendimento e della cultura saranno aperte!
Lo Stato dovrà scoprire, sviluppare e incoraggiare l’espressione del talento nazionale ai fini della valorizzazione della nostra vita culturale;
Tutti i tesori culturali dell’umanità saranno accessibili a tutti, con il libero scambio di testi, di idee e contatti con altre terre;
Lo scopo dell’istruzione sarà quello di insegnare ai giovani ad amare la propria gente e la propria cultura, ad onorare la fratellanza umana, la libertà e la pace;
L’istruzione sarà gratuita, obbligatoria, universale ed uguale per tutti i bambini; l’istruzione superiore e la formazione tecnica saranno accessibili a tutti grazie a sussidi statali e borse di studio concesse sulla base del merito;
L’analfabetismo degli adulti verrà eliminato grazie ad un piano d’istruzione statale di massa;
Gli insegnanti godranno degli stessi diritti degli altri cittadini;
La colour bar nella vita culturale, nello sport e nell’istruzione sarà eliminata.

### Vi saranno case, sicurezza e serenità!
Tutti avranno il diritto di vivere dove desiderano, di avere un alloggio decente e far crescere la propria famiglia nella serenità e nella sicurezza;
Gli alloggi inutilizzati verranno resi disponibili al popolo;
Affitti e prezzi saranno abbassati, vi sarà cibo e nessuno patirà la fame;
Lo Stato attuerà un programma di prevenzione sanitaria;
Tutti beneficeranno di cure mediche e ricoveri ospedalieri gratuiti, con particolare riguardo per le mamme ed i bambini piccoli;
I quartieri degradati verranno demoliti e nuovi quartieri di periferia saranno costruiti ove tutti possano usufruire di mezzi di trasporto, strade, illuminazione, campi da gioco, asili nido e centri sociali;
Gli anziani, gli orfani, i disabili e gli ammalati saranno presi in cura dallo Stato;
Il riposo, il tempo libero e i momenti di ricreazione saranno un diritto di tutti:
Verranno eliminate le aree recintate ed i ghetti e saranno abrogate le leggi che comportano la separazione delle famiglie.
Vi saranno pace ed amicizia!
Il Sudafrica sarà uno Stato assolutamente indipendente che rispetta i diritti e la sovranità di tutte le nazioni;
Il Sudafrica lotterà per il mantenimento della pace nel mondo e la composizione di tutte le controversie internazionali tramite il negoziato - non la guerra;
La pace e l’amicizia tra tutto il nostro popolo verranno garantite assicurando pari diritti, pari opportunità e parità di status a tutti;
I cittadini dei protettorati di Basutoland, Bechuanaland e Swaziland saranno liberi di decidere da soli del proprio futuro;
Il diritto di tutti i popoli d’Africa all’indipendenza e all’autogoverno verrà riconosciuto e costituirà la base di una stretta collaborazione.
Che tutti quelli che amano il proprio popolo ed il proprio Paese possano dire ora, come noi diciamo qui:
LOTTEREMO PER QUESTE LIBERTÀ, FIANCO A FIANCO, PER TUTTA LA VITA, FINCHÉ NON AVREMO CONQUISTATO LA LIBERTÀ»